# إيلين دوغان
إيلين دوغان (بالإنجليزية: Eileen Duggan)‏ هي صحفية وكاتِبة وشاعرة نيوزيلندية، ولدت في 21 مايو 1894 في Tuamarina ‏ في نيوزيلندا، وتوفيت في 10 ديسمبر 1972.